# Marco Zanotti (cyclisme, 1988)
Pour les articles homonymes, voir Marco Zanotti et Zanotti.
Marco Zanotti né le 4 avril 1988 à Desenzano del Garda, en Lombardie est un coureur cycliste italien.

## Palmarès
- 2009
  - Circuito Guazzorese
- 2010
  - 2e de la Targa Crocifisso
  - 3e du Circuito Alzanese
- 2011
  - Coppa Caduti Nervianesi
  - Trofeo Lindo e Sano
  - 3e et 9e étapes du Girobio
  - 2e du Circuito Casalnoceto
  - 2e du Circuito Guazzorese
  - 2e du Gran Premio Sannazzaro
  - 3e de la Coppa Città di Melzo
  - 3e du Mémorial Vincenzo Mantovani
- 2012
  - 2e et 7e étapes du Tour de Colombie
  - 2e de la Ronde van Midden-Nederland
- 2014
  - 3eb étape du Sibiu Cycling Tour
  - 3e du Tour de Taïwan
- 2015
  - Flèche côtière
  - 5e étape du Tour du lac Taihu
  - 2e du Tour d'Overijssel
  - 3e du Tour du lac Taihu
- 2017
  - 8e étape du Tour de Hainan

## Classements mondiaux
| Année            | 2011 | 2012 | 2013 | 2014 |
| ---------------- | ---- | ---- | ---- | ---- |
| UCI America Tour |      | 127e |      |      |
| UCI Asia Tour    |      |      |      | 36e  |
| UCI Europe Tour  | 490e |      | 965e | 226e |